# اکنون فصل شکوفایی فرا رسیده است
اکنون فصل شکوفایی فرا رسیده است (سوئدی: Den blomstertid nu kommer) که در کشورهای انگلیسی‌زبان با نام غیرقابل‌تصور به‌نمایش درآمد، یک فیلم مهیج سوئدی است که در سال ۲۰۱۸ منتشر شد. از بازیگران این فیلم می‌توان به آلکسی مانویلوف و لیزا هنی اشاره کرد.

## داستان
در سال ۲۰۰۵، آلکس در روستایی با مادرش کلارا و پدرش بی‌رحم و خشنی به نام بیورن زندگی می‌کند. کلارا سرانجام خانواده را ترک می‌کند، نزدیک‌ترین دوست آلکس، آنا، به استکهلم نقل مکان می‌کند و الکس نزد عمویش می‌رود.
ده سال بعد، آلکس تبدیل به موسیقیدان مشهوری در استکهلم شده است. در طول جشن نیمه تابستان، شهر با چند انفجار روبه‌رو می‌شود که یکی از آن‌ها باعث مرگ مادرش می‌شود. آلکس با مدیر برنامه‌اش قطع همکاری می‌کند و به روستای زادگاهش بازمی‌گردد تا پیانوی کلیسا را که قبلاً با آنا روی آن نوازندگی می‌کردند، بخرد. در آنجا دوباره با آنا ملاقات می‌کند که به روستا بازگشته است. وقتی می‌فهمد که او همسر و دختری به نام الین دارد، عصبانی می‌شود و می‌رود.
با بدتر شدن حملات به سوئد و فعال شدن ارتش، مردم در باران دچار سانحه شده و اتومبیل‌ها با هم تصادف می‌کنند و آلکس بازمی‌گردد تا به آنا و خانواده‌اش کمک کند. پس از نابودی پارلمان و از کار افتادن شبکه‌های ارتباطی، مادر آنا که وزیر دولت است، موفق می‌شود از استکهلم فرار کرده و به مناطق روستایی برود، جایی که توسط ارتش نجات می‌یابد.
در همین حال، پدر آلکس، بیورن، که در ایستگاه ترانسفورماتور کار می‌کند، گروهی از مردان مسلح را که به شبکه برق حمله کرده‌اند، می‌کشد. هلیکوپترها و پرندگان مرده در اثر باران آلوده سقوط می‌کنند و غیرنظامیان برای پناه گرفتن به پناهگاه بمب ایستگاه مراجعه می‌کنند. در میان آن‌ها آنا و آلکس زخمی و بیهوش حضور دارند.
پس از آنکه آنا برای یافتن الین می‌رود، آلکس به هوش می‌آید و به پدر بی‌پروایش می‌گوید که کلارا مرده است. آنا با دخترش بازمی‌گردد و به الکس می‌گوید که همسرش و بسیاری دیگر توسط هلیکوپترها کشته شده‌اند. اما در واقع کیم زنده است. وقتی هلیکوپترها به ایستگاه برق نزدیک می‌شوند، غیرنظامیان به کلیسای روستا می‌روند تا با ارتشی که از طریق رادیو تماس گرفته‌اند، دیدار کنند. دشمن به ارتش حمله می‌کند و مادر آنا را می‌کشد، اما آلکس با برخورد ماشین به هلیکوپتر دشمن را نابود می‌کند و بیورن نیز با برخورد هواپیمایش به هلیکوپتر دیگر، آن را ساقط می‌کند. او در این راه جان می‌دهد اما آلکس، آنا و الین را نجات می‌دهد.
در کلیسای روستا که تخریب شده و در آتش است، آلکس به آنا می‌گوید که کیم هنوز زنده است و سپس پیانو می‌نوازد تا اینکه به دلیل سلاح‌های شیمیایی موجود در باران، حافظه‌اش را از دست می‌دهد. کیم آنا را با خود می‌برد. کلیپ‌های خبری در طول تیتراژ نشان می‌دهد که ۸۰۰٬۰۰۰ سوئدی حافظه خود را از دست داده‌اند و تصاویر ولادیمیر پوتین حاکی از آن است که روسیه پشت این حملات بوده است.

## تأمین مالی تولید

### تأمین مالی
فیلم به صورت پروژه سرمایه‌گذاری جمعی در کیک‌استارتر در سال ۲۰۱۵ آغاز شد که در آن پروژه موفق به جذب ۸۰۰٬۰۰۰ کرون سوئد (۱۰۰٬۰۰۰ دلار) شد. پس از تأمین مالی اولیه از طریق جمع‌سپاری، فیلم حمایت‌های مالی سنتی‌تری نیز دریافت کرد از جمله از فیلمستادن، سِونسکا بیو و دیگران. بودجه نهایی فیلم ۱۸٫۵ میلیون کرون سوئد (۲٫۲ میلیون دلار) بود.

### موسیقی
گوستاف اسپتز موسیقی متن فیلم را ساخته است.[۹] این موسیقی شامل نسخه‌ای از سرود سنتی سوئدی تابستانی «اکنون فصل شکوفایی فرا رسیده» است که نام فیلم نیز از آن گرفته شده است. این سرود با تابستان مرتبط است و فیلم در طول جشن نیمه تابستان (میدسامر) روایت می‌شود.

## انتشار
فیلم در تاریخ ۲۰ ژوئن ۲۰۱۸ در سوئد منتشر شد، دو روز پیش از جشن نیمه تابستان در سوئد، و داستان فیلم نیز در همین زمان اتفاق می‌افتد. عنوان سوئدی فیلم نام یک سرود سنتی است که به شدت با فصل تابستان مرتبط است: اکنون فصل شکوفایی فرا رسیده است.
در نخستین آخر هفته پس از انتشار، فیلم غیرقابل‌تصور دومین فیلم پرفروش سینماهای سوئد بود. در مارس ۲۰۱۹ شرکت اعلام کرد که این فیلم به ۱۰۰ کشور فروخته شده است که آن را به یکی از بزرگ‌ترین صادرات صنعت فیلم سوئد در سال ۲۰۱۸ تبدیل کرده است.

## بازخورد

### واکنش منتقدان
در وب‌سایت گردآورنده نقدها راتن تومیتوز، این فیلم بر اساس ۲۳ نقد، امتیاز تأیید ۷۸٪ را کسب کرده است و میانگین امتیاز آن ۶٫۸ از ۱۰ می‌باشد.